# Paperino e i gamberi in salmì
Paperino e i gamberi in salmì è una storia a fumetti scritta e disegnata da Romano Scarpa pubblicata su Topolino n. 132, nel 1956.

## Trama
Paperino viene chiamato dallo zio Gedeone (famoso direttore del giornale "Il grillo parlante") per aiutarlo a cercare ulteriori notizie su un sospettato che si definisce un cuoco "ronchisiano" e per far ciò Paperino dovrà andare a indagare a Cincinnati ma si addormenta e rimane sull'aereo che ritorna a Paperopoli. Tenta quindi di scappare dall'aereo ma subito dopo lascia perdere per iniziare a osservare il cuoco ronchisiano il quale era proprio tra i passeggeri. All'arrivo a Paperopoli, continua a inseguire il cuoco notando che inizialmente era gobbo ma adesso non più (in realtà aveva un paracadute dietro la schiena). Quando però il cuoco entra in una pasticceria, viene rapito da uomini armati incaricati dal loro misterioso capo di eseguire l'ordine. Paperino filma di nascosto la macchina dei rapitori, ma questo non porterà indizi. Paperino, costretto dallo zio Gedeone, inizia a chiedere a tutti se conoscono il cuoco senza però buoni risultati. Alla fine i rapitori chiedono una tonnellata di gamberi in salmì in cambio dell'ostaggio. Paperino va sul luogo dell'appuntamento con i rapinatori ignaro che Qui, Quo e Qua lo inseguono per aiutarlo malgrado i suoi rifiuti. All'alba i paperi trovano una lettera sul camion che portava i gamberi con su scritto che questi erano disgustosi e perciò non lasceranno libero il cuoco. Gedeone va in crisi per aver deluso i suoi numerosi lettori ed è costretto a cedere "Il grillo parlante" al fratello rivale in editoria, Paperon de' Paperoni. Qui, Quo e Qua non si arrendono e, tramite il filmato di Paperino e un giornale gastronomico di Paperina, riescono a scoprire che in realtà il rapimento era stato organizzato da Paperone con la complicità del cuoco stesso per evitare che il suo gatto fosse confiscato dalle autorità ronchisiane in caso di sua fuga. Fra i due fratelli nasce una disputa, ma alla fine faranno pace con una cena a casa di Paperone. Gedeone decide di premiare con una medaglia Qui, Quo e Qua per il loro eroico salvataggio del "grillo parlante" ma, notando la loro giovane età, decide di premiare invece Paperino scatenando la rabbia dei tre piccoli nipoti.

## Storia editoriale
Fu la prima storia completamente scritta e disegnata da Scarpa e divenne celebre per la prima apparizione del fratello di Zio Paperone, Gedeone de Paperoni, direttore del quotidiano di Paperopoli Il Grillo Parlante, che nella storia assumerà il nipote Paperino come giornalista e gli affiderà un importante missione riguardante il mistero dei gamberi in salmì.
L'idea per questa storia nacque già nel 1953, quando Scarpa, informato dal suo collega Giovan Battista Carpi che la Arnoldo Mondadori Editore stava cercando fumettisti italiani per realizzare storie a fumetti Disney italiane, decise di presentarsi alla redazione di Topolino con alcune tavole di una storia ideata da lui, Paperino agente investigativo, in cui doveva apparire per la prima volta Gedeone, che era ispirato guarda caso proprio all'allora direttore di Topolino, Mario Gentilini. Paperino agente investigativo è una versione embrionale di I gamberi in salmì e di essa sono sopravvissute solo sei tavole di storyboard pubblicate per la prima volta nel 2015.
Questa prima versione dei gamberi in salmì si ispirava esplicitamente al film di Billy Wilder L'asso nella manica (Ace in the hole, 1951) in cui una tragedia viene sfruttata da un cinico giornalista (Douglas) per fare carriera nel giornalismo. In questa prima versione Scarpa citava questo film, ridenominandolo Lazo nella manica. Paperino nella prima stesura fantasticava immaginando di emulare le imprese del Douglas del film. Quando Gentilini visionò le tavole della storia, non ancora completata, invece di accettare subito la storia proposta gli chiese di disegnare Biancaneve e i sette nani. Ammirando la sua bravura nel disegnare Biancaneve e i sette nani, Gentilini decise di assumerlo e gli affidò il compito di disegnare la storia Biancaneve e Verde Fiamma, sceneggiata dal professore Guido Martina.
Scarpa in seguito modificò titolo e in parte trama realizzando così Paperino e i gamberi in salmì, la sua prima storia a fumetti disneyana in cui realizzò sia testi che disegni: per questo motivo vicino al titolo della storia scrisse una scritta minuscola, "RS1", che sta per "Romano Scarpa 1". La storia, pubblicata nel 1956, presenta il tipico ritmo di una storia a strisce, con una gag o un colpo di scena in media ogni tre o quattro vignette. Proprio al fine di farla sembrare una storia a strisce rimontata, Scarpa inserì in diverse vignette la firma "Walt Disney" dopo averne ottenuto l'autorizzazione. Come in altre storie di Scarpa, l'ambientazione è tipicamente statunitense, a differenza di altre storie italiane del periodo, realizzate da altri autori, in cui si tendeva a inserire elementi italiani in contrasto con la nazionalità statunitense dei personaggi.
A conferma dell'alto livello della storia, la storia è stata pubblicata in Topolino Story 1956, raccolta delle migliori storie pubblicate su Topolino nel 1956 uscito come allegato al Corriere della Sera.